# Antonio Rukavina
Antonio Rukavina (en serbio: Антонио Рукавина; Belgrado, Yugoslavia, 26 de enero de 1984) es un exfutbolista serbio que jugaba como defensa.

## Trayectoria

### Partizán de Belgrado
Rukavina se incorporó al Partizán de Belgrado en junio de 2007 tras una impresionante temporada con el Fudbalski Klub Bežanija, su club de debut, del cual llegó a ser capitán.

### Alemania
El 5 de enero de 2008 fue transferido al Borussia por 2,5 millones de euros. Tan solo permaneció un año y medio en el conjunto alemán, jugando un total doce partidos en los que no marcó goles ni en los que dio el rendimiento esperado tras su fichaje.
Durante el mercado invernal de la temporada 2008-09, el 2 de febrero, fue cedido por el Dortmund al TSV 1860 Múnich de la 2. Bundesliga. En apenas tres meses en el conjunto muniqués se ganó a la afición y marcó un gol en los 15 partidos que jugó. En julio de 2009 fue comprado definitivamente por el 1860 Munich, en un fichaje a dos bandas, ya que desde este club partió Sven Bender al Borussia. Durante sus tres próximas campañas siguió con su gran nivel y de nuevo surgió el interés de contratarle por grandes clubes. En total jugó 120 partidos con el 1860 Múnich en los que anotó un gol.

### España
Antonio Rukavina firmó en el verano de 2012 un contrato de tres años con el Real Valladolid, recién ascendido por entonces a la Primera División española. En el Real Valladolid demuestra ser un lateral derecho muy ofensivo, subiendo constantemente por las bandas y marcando un gol al Rayo Vallecano. Su primera temporada fue un éxito ya que el Valladolid mantuvo la categoría con holgura, y él se convirtió en una de las revelaciones de la Liga. Tan solo se perdió un partido, por expulsión, jugando todos los demás minutos restantes de la campaña.
La segunda temporada en Pucela, fue bastante más desafortunada tanto en el plano colectivo como en el personal. El equipo consumó su descenso a la Segunda División tras ganar apenas siete partidos durante todo el curso y Rukavina aunque siguió siendo titular indiscutible, teniendo algunas grandes actuaciones y marcando un gol, no ofreció el mismo rendimiento que en su primer año en España.
El 8 de julio de 2014 se hace oficial su fichaje por el Villarreal C. F., también de la Primera División de España. Llegó libre y se comprometió por dos campañas. El 28 de junio de 2016, y luego de dos campañas exitosas,[cita requerida] volvió a renovar por dos años más con el submarino amarillo.

### F. C. Astana
El 4 de julio de 2018 se hizo oficial su fichaje por el F. C. Astana. Con este equipo compitió los últimos años de su carrera, anunciando en noviembre de 2021 su retirada al finalizar la temporada.

## Selección nacional
Hizo su debut internacional con la selección de Serbia el 2 de junio de 2007, en un partido de clasificación para la Eurocopa 2008 contra la selección de Finlandia, en Helsinki. Desde entonces jugó un total de 59 partidos internacionales con el combinado serbio.

## Clubes
| Club                  | País                | Año       | Partidos | Goles |
| --------------------- | ------------------- | --------- | -------- | ----- |
| F. K. Bežanija        | Serbia y Montenegro | 2002-2007 | 2        | 0     |
| Partizán de Belgrado  | Serbia              | 2007-2008 | 20       | 1     |
| Borussia Dortmund     | Alemania            | 2008-2009 | 25       | 0     |
| TSV 1860 Múnich       | Alemania            | 2009-2012 | 119      | 1     |
| Real Valladolid C. F. | España              | 2012-2014 | 73       | 2     |
| Villarreal C. F.      | España              | 2014-2018 | 99       | 0     |
| F. C. Astana          | Kazajistán          | 2018-2021 | 106      | 0     |

## Palmarés

### Títulos nacionales
| Título                     | Club              | País       | Año  |
| -------------------------- | ----------------- | ---------- | ---- |
| Supercopa de Alemania      | Borussia Dortmund | Alemania   | 2008 |
| Liga Premier de Kazajistán | F. C. Astana      | Kazajistán | 2018 |
| Supercopa de Kazajistán    | F. C. Astana      | Kazajistán | 2019 |
| Liga Premier de Kazajistán | F. C. Astana      | Kazajistán | 2019 |
| Supercopa de Kazajistán    | F. C. Astana      | Kazajistán | 2020 |